# Johan Peter Raadsig
 (novembre 2021).
Si vous disposez d'ouvrages ou d'articles de référence ou si vous connaissez des sites web de qualité traitant du thème abordé ici, merci de compléter l'article en donnant les références utiles à sa vérifiabilité et en les liant à la section « Notes et références ».
Johan Peter Raadsig (né le 18 octobre 1806 à Copenhague – mort le 1er juillet 1882) est un peintre danois. Il prend ses thèmes dans l'histoire danoise et scandinave ainsi que dans le Nouveau Testament.

## Ingolf tager Island i besiddelse

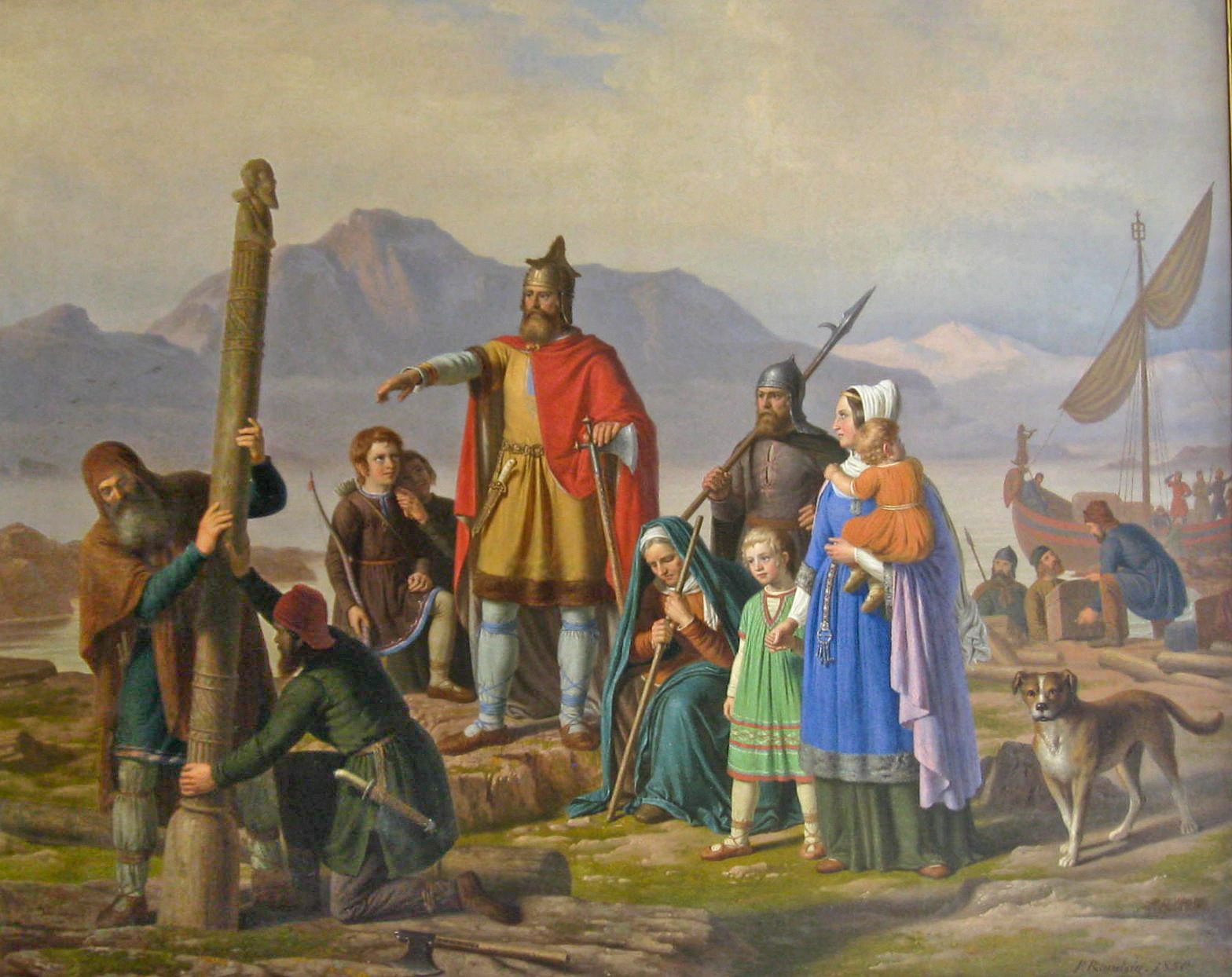
'Ingolf tager Island i besiddelse, 1850

En 1850 Raadsig peint Ingolf tager Island i besiddelse représentant Ingólfr Arnarson, le premier colon nordique d'Islande, récemment arrivé sur le site de ce qui sera Reykjavik.
La peinture a été faite à l'époque où le sentiment nationaliste augmentait en Islande, quelques années après que l’assemblée Islandaise, l'Althing  eut été rétablie. Raadsig était, évidemment, partisan de l’aspiration des Islandais à retrouver leur héritage historique.
La peinture est exposée à Viðeyjarstofa sur Viðey (une île près de Reykjavik).

## Autres peintures
Les peintures Baptism of Jesus et Christ In Bondage, qui sont exposées au Boston Harbor Museum, sont fréquemment reproduites en posters.